# Praprot, Devin - Nabrežina
Praprot (italijansko Prepotto di San Pelagio) je kraško kmetijsko naselje nad Nabrežino, med Šempolajem in Trnovco, na slovenskem etničnem ozemlju v Občini Devin - Nabrežina. Po podatkih ima 146 prebivalcev.
Vas leži nekaj sto metrov od meje s Slovenijo.

## Zgodovina
Kraj se prvič omenja leta 1316. Leta 1494 pa je omenjen v devinskem urbarju kot naselje, podrejeno Šempolaju.

## Gospodarstvo
Praprot je pomembno vinorodno središče.

## Znani krajani

### Rojeni v Praprotu
- Edi Kante, vinogradnik

## Galerija
- Spomenik padlim za svobodo in žrtvam nacističnega nasilja (Franc Doljak, Ivan Milič, Otokar Kerševan, Viktor Peric, Maksimilijan Blažina, Slavko Gabrovec, Dušan Gruden, Ivan Kante, Vincenc Uršič, Hilarij Gabrovec, Emil Kocman, Jožef Peric)
- Spotikavec Maksimilijana Blažine
- Spotikavec Ivana Kanteta